# Bukit Makmur (Mardingding)
Bukit Makmur is een bestuurslaag in het regentschap Karo van de provincie Noord-Sumatra, Indonesië. Bukit Makmur telt 665 inwoners (volkstelling 2010).